# Krupých z Probluze
Rod Krupých z Probluze patřil mezi staré české šlechtické rody.
Jan Krupý z Probluze koupil v roce 1499 od Václava a Markvarta Uzíků z Bašiněvsi tvrz v Bašnici . Vlastnil také tvrz v Sobčicích, která byla později přestavěna na zámek . Je možné, že prodal Janu Kordulovi ze Sloupna hrad Purkhybl . Do roku 1504 držel Libřice . Roku 1511 získal od Haška Zvířetického z Vartenberka Petrovičky s přidruženou obcí Pšánky.
Jan starší Krupý z Probluze sídlil na Běrunicích . V letech 1522-1531 měl v zástavě hrad Šlosberk.
Albrecht Krupý z Probluze vyměnil Hrušovský dvůr v Medlešicích za poplužní dvůr ve Stíčanech.
Zúčastnil se českého odboje proti císaři Ferdinandovi II., ale byl přijat na milost, za udělení měl však zaplatit pokutu. Když dlouho neplatil, byl obeslán 5. února 1629 před komisi k zaplacení pokuty. Nezaplatil ovšem nic, protože zemřel před obesláním upomínky.
Víme, že některý z rodu Krupých z Probluze držel Choustníkovo Hradiště.